# Megalurus palustris
Megalurus palustris е вид птица от семейство Locustellidae.

## Разпространение
Видът е разпространен в Бангладеш, Виетнам, Индия, Индонезия, Камбоджа, Китай, Лаос, Малайзия, Мианмар, Непал, Пакистан, Тайланд и Филипините.